# Волынский, Юрий Донович
Волынский Юрий Донович (15 октября 1931 год, Москва) — доктор медицинских наук, профессор, главный научный сотрудник Научно-практического центра интервенционной кардиоангиологии г. Москвы.

## Биография
Родился в Москве в семье ремесленников. Мать — Софья Григорьевна Волынская, отец — Дон Борисович Волынский. Родители были участниками революционного движения и гражданской войны, оба были комиссарами. После войны и мать, и отец участвовали в строительстве государства СССР, мать была социально-медицинским работником членом коллегии Минздрава СССР.
В 1949 году после окончания школы Волынский поступил вМосковский мединститут Министерства Здравоохранения РСФСР. В 1950 году этот ВУЗ был переведен в Рязань и переименован в Рязанский медицинский институт имени академика И. П. Павлова.
Медицина увлекла Ю. Д. Волынского с самых первых занятий. Уже на 2-м курсе он начал публиковать свои научные работы. В 1955 году после окончания с отличием Рязанского медицинского института им. акад. И. П. Павлова Ю.Д. Волынский был направлен в качестве хирурга на работу в районную больницу г. Сергач Нижегородской области. За три года работы, набираясь опыта у опытного хирурга Павла Ивановича Казакова, Юрий Донович выполнил более 600 различных операций, включая такие, как резекция желудка, холецистэктомия, удаление матки, ушивание ран легкого и сердца, кесарево сечение и другие плановые и экстренные вмешательства различной сложности. Одновременно он выполнял обязанности межрайонного судебно-медицинского эксперта.
Приобретенная уверенность и опыт активной работы помогли ему в дальнейшем при разработке и внедрении, новаторских в то время, внутрисердечных и рентгеноконтрастных методов в клиническую практику.
Вернувшись осенью 1958 года в Москву, Ю. Д. Волынский начинает работать в качестве стажера, без зарплаты в Институте хирургии имени А. В. Вишневского, совмещая это с работой хирурга-дежуранта в 47-й, 57-й и 56-й городских больницах.
В это время в Институте хирургии, руководимым академиком А. А. Вишневским, шла активная работа по освоению оперативных вмешательств на сердце и метода искусственного кровообращения. Ю. Д. Волынского включили в группу старшего научного сотрудника Владимира Ивановича Бураковского, которая, в основном, и вела эту работу. Под руководством Владимира Ивановича он участвовал в кардиохирургических операциях и в экспериментальных исследованиях на животных. Постепенно, основное внимание сосредоточивалось на внутрисердечных исследованиях, которым его обучал В. И. Бураковский, а у молодого доктора медицинских наук Виктора Сергеевича Савельева он учился выполнять прямую пункцию сердца.
Большое влияние на Юрия Доновича оказали клинико-физиологическое направление школы А. В. и А. А. Вишневских, которое развивалось в Институте такими крупными физиологами, как В. В. Парин, П. К. Анохин, В. Н. Черниговский и Л. Л. Шик.
В Институте хирургии Ю. Д. Волынский проработал до 1995 года включительно.
В начале 60-х годов Ю. Д. Волынский вместе с академиками А. А. Вишневским и И. И. Артоболевским занимается новаторскими исследованиями по применению кибернетики и информационных технологий в медицине совместно с математиками-программистами. Тогда ими были проведены первые работы по телемедицине.
С 1964 г. Ю. Д. Волынскому удалось создать лабораторию контрастных и внутрисердечных методов рентгенологического исследования. Её деятельность была целиком направлена на разработку и совершенствование новаторских для того времени методов исследования гемодинамики. В процессе исследовательской работы в лаборатории Ю. Д. Волынский получил 7 авторских свидетельств на оригинальные методы исследования гемодинамики.
В 1968 году Ю. Д. Волынский, по поручению директора Института хирургии академика А. А. Вишневского, создает лабораторию по изучению ожогового шока и руководит ею до 1975 года, одновременно со своей основной работой.
В 1980—1984 гг. Волынский совместно со своим учеником Ф. И. Тодуа организовал в Институте хирургии имени А. В. Вишневского одну из первых в стране лабораторию компьютерной томографии. В это же время он одним из первых в нашей стране начинает применять диагностические пункции внутренних органов под контролем КТ.
В 1995 году, покидая Институт Хирургии им. А. В. Вишневского, Ю. Д. Волынский передает руководство отделением рентгенохирургических методов диагностики и лечения профессору Л. С. Кокову.
С 1995 по 1997 год Ю. Д. Волынский работает заместителем директора по науке Научно-практического центра интервенционной кардиоангиологии и одновременно ведущим научным сотрудником Научно-практического центра медицинской радиологии г. Москвы.
Он начинает возрождать секцию интервенционной и сердечно-сосудистой радиологии Московского объединения медицинских радиологов, которая, в своё время, была создана профессором И. Е. Рабкиным.
В это же время он активно интересуется проблемами телемедицины, участвует в разработке и внедрении информационных систем в клиническую медицину, возглавляет соответствующую секцию при Общественном экспертном совете Мосгордумы.
В своей научной работе Юрий Донович сотрудничает с НИИ трансплантологии и искусственных органов Минздрава России, ЦИТО им. Н. Н. Приорова. Совместно с группой программистов из МГУ им. М. В. Ломоносова, руководимых кандидатом технических наук А. В. Гавриловым, он разрабатывает и успешно апробирует в клинике метод рентгеновидеоденситометрии, позволяющий дополнительно получать гемодинамическую информацию из серийных ангиографических изображений.
С 1997 года Ю. Д. Волынский стал ведущим научным сотрудником Научно-практического центра интервенционной кардиоангиологии г. Москвы, где и работает по сей день.[когда?]
Параллельно с этой работой с 2005 года по 2014 год приглашению директора НИИ цереброваскулярной патологии и инсульта РНИМУ им. Пирогова, члена-корреспондента РАМН, профессора В. И. Скворцовой, Ю. Д. Волынский участвует в организации ангиографической службы Института, а его ученик М. Г. Кириллов возглавляет соответствующее подразделение.
С 2005 г. по совместительству главный научный сотрудник Института Инсульта РГМУ.
В 2006 году коллектив Института Инсульта, возглавляемый В. И. Скворцовой, впервые в стране успешно проводит трансартериальный селективный тромболизис при ишемическом инсульте.
В настоящее время Ю. Д. Волынский является председателем секции сердечно-сосудистой и интервенционной радиологии Московского объединения медицинских радиологов; заместителем главного редактора журнала «Диагностическая и интервенционная радиология» и членом редколлегии русской версии международного журнала «Stroke» (Инсульт).

### Научная деятельность
- Основное направление научных работ, начиная с 1958 года, — диагностика и лечение заболеваний сердечно-сосудистой системы методами рентгенохирургии. Ю. Д. Волынский является одним из пионеров разработки и внедрения этих методик в СССР.
- В 1959 году в журнале «Грудная и сердечно-сосудистая хирургия» выходит статья В. И. Бураковского и Ю. Д. Волынского «К вопросу о „вторичном“ стенозе легочной артерии».
- В 60-х годах занимался исследованиями кровообращения для космонавтики, которым посвящён ряд его публикации по этой тематике.
- На протяжении 1960-1963 годов Ю. Д. Волынский совместно с другими сотрудниками Института хирургии публикует ряд статей, посвященных зондированию и ангиографии при заболеваниях лёгких и печени, а также работы по патофизиологии искусственного кровообращения.
- Начиная с 1961 года, Ю. Д. Волынский и его коллега Г. А. Быков одними из первых в стране начинают активно применять транссептальную пункцию сердца и платиноводородный метод разведения для определения внутрисердечных шунтов и портальной циркуляции.
- Изучая клиническую гемодинамику, проводится работы по методам разведения красителя и терморазведения, по применению уникального ультразвукового внутрисердечного флоуметра и ряд других подобных исследований.
- С 1962 года участвовал в первых исследованиях по использованию ЭВМ в медицине, опубликовал ряд статей по медицинской информатике и затем в 80-х годах вёл междисциплинарный семинар по этой проблеме в Институте хирургии имени А. В. Вишневского.
- В 1963 году Ю. Д. Волынский защищает кандидатскую диссертацию, посвящённую особенностям внутрисердечной гемодинамики при врожденных пороках сердца.
- В 1968 году по заданию директора Института, главного хирурга Советской армии, академика А. А. Вишневского, организовал в Институте и в течение 6 лет, одновременно с основной деятельностью, руководил лабораторией по изучению ожогового шока. За эти годы сотрудники лаборатории провели ряд новаторских исследований гемодинамики и метаболизма ожогового шока, по разработке новых методов лечения шока. Ю. Д. Волынский — обладатель 7 авторских свидетельств на оригинальные методы исследования гемодинамики.
- В конце 1960-х годов, благодаря опыту и знаниям, накопленным в процессе обследования и лечения кардиологических больных, Ю. Д. Волныский был привлечён к исследованиям кровообращения, необходимых для решения задач, стоящих в то время перед космической и Авиационная медицина // 1. Малая медицинская энциклопедия. — М.: Медицинская энциклопедия. 1991—96 гг. 2. Первая медицинская помощь. — М.: Большая Российская Энциклопедия. 1994 г. 3. Энциклопедический словарь медицинских терминов. — М.: Советская энциклопедия. — 1982—1984 гг.. Участвуя в работе специализированной лаборатории, он использует методы катетеризации сердца для изучения изменений гемодинамики при ускорениях и изменении гравитации. Результаты этих исследований были опубликованы в 1970 году в журнале «Космическая биология и авиакосмическая медицина».
- Продолжая исследования внутрисердечной гемодинамики и кардиомеханики, Ю. Д. Волынский начинает уделять больше внимания селективным методам ангиографии и, в частности, бронхиальной артереографии.
- В 1969 году он защищает докторскую диссертацию «Закономерности нарушений гемодинамики при пороках сердца и сдавливающем перикардите». Выходит в свет его монография «Изменения внутрисердечной гемодинамики при заболеваниях сердца».
- В 1974 году Волынский начинает заниматься углублённым исследованием бронхиального кровообращения.
- В 1976 году он совместно с А. А. Вишневским (младшим) и Ф. И. Тодуа, впервые в стране, успешно осуществляет эмболизацию бронхиальных артерий для остановки легочного кровотечения. После этого было начато использование транскатетерной эмболизации при лечении гемангиом печени, ангиодисплазий таза и конечностей.
- Совместно с сотрудниками руководимого им отделения рентгеноэндоваскулярной хирургии с помощью транскатетерной техники и методов разведения Ю. Д. Волынским были выполнены единственные в стране измерения объёма бронхиального кровотока и бронхиально-легочного шунтирования при патологии лёгких и сердца. Клинические результаты эмболизации бронхиальных артерий и данные клинико-физиологических исследований были обобщены в совместной с М. И. Кузиным монографии «Endovascular Lung Surgery» (1985).
- Ю. Д. Волынский был инициатором проведения Всесоюзного симпозиума «Исследования кровообращения в хирургии и анестезиологии методами разведения индикаторов» (1976), на котором он и его сотрудники выступили с рядом проблемных докладов.
- Ю. Д. Волынский проводил пионерские для нашей страны исследования по применению эксимерного лазера в ре-канализации артерий, баллонной дилатации стенозов брахиоцефального ствола.
- В 1980-1984 гг. организовал в Институте одну из первых лабораторий компьютерной томографии.
- С 1988 года Ю. Д. Волынский совместно со своим учеником Л. С. Коковым, используя метод транссептальной пункции, начали выполнять митральную баллонную вальвулопластику. Оригинальная методика, её усовершенствования и результаты выполненных операций неоднократно докладывались на внутрироссийских и международных конференциях, и стали предметом докторской диссертации Л. С. Кокова.
- В 1992 году Ю. Д. Волынский прошёл курс обучения интервенционной радиологии в Бостоне (США).
- В настоящее время основное направление научной работы Ю. Д. Волынского — рентгенохирургические методы исследования мозгового кровообращения и лечение с их помощью острого ишемического инсульта.

### Основные труды и статьи
- 1959 год — статья В. И. Бураковского и Ю. Д. Волынского «К вопросу о „вторичном“ стенозе легочной артерии» в журнале «Грудная и сердечно-сосудистая хирургия».
- 1960-е годы — публикации, посвященные исследованиям кровообращения для космонавтики (см. Примечания)
- 1963 год, кандидатская диссертация «Особенности внутрисердечной гемодинамики при врожденных пороках сердца»
- 1969 год — докторская диссертация «Закономерности нарушений гемодинамики при пороках сердца и сдавливающем перикардите».
- 1969 год — монография «Изменения внутрисердечной гемодинамики при заболеваниях сердца»
- 1970 год — статья о результатах исследований метода катетеризации сердца для изучения изменений гемодинамики при ускорениях, журнал «Космическая биология и авиакосмическая медицина».
- 1985 год — монография «Endovascular Lung Surgery» в соавторстве М. И. Кузиным о клинических результатах эмболизации бронхиальных артерий и данные клинико-физиологических исследований.
- 2007 год — статья «Кризис системный и цивилизационный», журнал «Бизнес контакты»
- 2011 год — статья «История развития интервенционной радиологии в России»
- 2012 год — Многомерный анализ данных в построении медицинских консультационных и экспертных систем

Авторы: А. И. Курочкина, ведущий аналитик по медицинской информатике и прикладной статистике ООО «Пост Модерн Технолоджи», к.ф.-м.н.; М. И. Титова, Институт хирургии им. А. В. Вишневского МЗ РФ, профессор, д.м.н., Ю. Д. Волынский, главный научный сотрудник НПЦ медицинской радиологии, Профессор, д.м.н. (Москва)
- 2014 год — статья «Настало время кардинальных перемен в здравоохранении»]